# Batalla de Fréligné

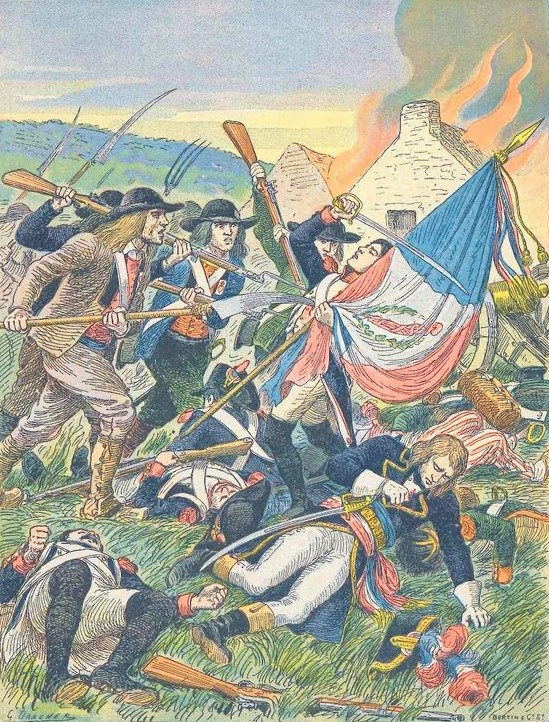
Mermet (1794) dans Le Livre d'Or des Enfants courageux, illustration de Georges Dascher, entre 1880 et 1910.

La batalla de Fréligné va tenir lloc el 15 de setembre de 1794 durant la guerra de Vendée. Acaba amb la victòria dels Vendéans que assalten un campament republicà fortificat.

## Preludi
Després de destruir el camp de la Roullière, el general de la Vendée François de Charette de La Contrie va decidir continuar la seva ofensiva i atacar el camp de Fréligné, situat entre Falleron i Touvois. Va reunir les seves tropes a Belleville-sur-Vie el 14 de setembre i va arribar a Falleron al vespre després de passar per Beaufou i Saint-Étienne-du-Bois5. Durant la nit, hauria encarregat a Savin, cap de la divisió Palluau, de fer un desviament a Saint-Christophe-du-Ligneron perquè el camp de Fréligné no es beneficiés de cap reforç. Tanmateix, les fonts republicanes no esmenten un atac contra el camp de Saint-Christophe.

## Forces presents
Segons els autors republicans Jean Julien Michel Savary i Charles-Louis Chassin, la guarnició del camp de Fréligné era un fort de 700 a 800 homes. Charruau, receptor de les finques a Machecoul, esmentat en una carta entre 800 i 900 homes. L'historiador Lionel Dumarcet dona una estimació de 700 a 900 homes per als republicans. La guarnició està formada per l'11è batalló de voluntaris d'Orleans, elements del 39è, i del 59è regiment d'infanteria de línia i 60 cavallers. Aquestes forces estan comandades pel cap de brigada Prat, assistit pel tinent coronel Mermet.
Construït entre juny i juliol enmig d'un aiguamoll entre Falleron i Touvois, a la riba esquerra de la riera de La Cochère, el campament de Fréligné és de forma quadrada. Les séquies fan vuit peus d'ample i cinc de profunditat. La terra llançada forma una mena de parapet. El campament va ser construït pel general Boussard, per tal de cobrir Challans i el recorregut el va fer un home anomenat Voutier, comandant de batalló dels granaders d'Ardèche.
El nombre de les forces de Vendée no és especificat pels autors reialistes. El republicà Charruau estimava en 6.000 el nombre de «bandants», entre els quals 500 genets, cosa que semblava exagerada per a Lionel Dumarcet, que estimava més aviat el nombre de Vendéans en 3.000. Yves Gras també dona 3.000 homes i Simone Loidreau entre 2.000 i 3.0005. No tenen canons.

## Procés
El 15 de setembre de sota una boira matinal, els Vendeans van començar a avançar cap al camp. Un cop més, abans de l'assalt es va repartir brandi als combatents.
Segons el relat de l'autor reialista Le Bouvier-Desmortiers, abans de l'esclat de les hostilitats, un genet de la Vendée anomenat Retailleau es va presentar sol davant de les línies republicanes i va llançar un repte. Això hauria estat plantejat per un suboficial i hauria acabat en avantatge de Retailleau que hauria ofert el sabre dels vençuts a Charette.[nota, 1] L'oficial de la Vendée Pierre-Suzanne Lucas de La Championnière no esmenta aquest episodi en les seves memòries.
L'atac va començar a les tres de la tarda segons els testimonis dels soldats republicans supervivents, mentre que la majoria d'autors reialistes diuen que els combats van començar de matinada. A la vista dels genets de la Vendée, els soldats republicans col·locats als llocs avançats van descarregar i després es van retirar dins del recinte. Tanmateix, els genets van sortir a la seva persecució i fins i tot van penetrar dins del campament, sembrant desordre entre els defensors, abans de ser finalment rebutjats.
Els infants de la Vendée van atacar llavors. El tiroteig dura aproximadament una hora, i els combatents s'enfronten a una distància de 40 passos. Tanmateix, els republicans es van amagar darrere dels seus parapets i el flanc esquerre de la Vendée es va retirar.
Segons Lucas de La Championnière i Le Bouvier-Desmortiers, el camp només té séquies per tres costats i les missions d'exploració les van dur a terme malament pels Vendéans que van atacar el camp pel seu costat millor fortificat. Hyacinthe de La Robrie es va adonar de l'error i va avisar Charette. Aquest últim hauria saltat llavors les posicions republicanes i hauria encapçalat, amb La Roberie, La Jaille, Pajot, Guérin el jove i Colin, l'assalt decisiu que va permetre als Vendeans assentar-se a l'interior del camp. Tanmateix, per a l'historiador Lionel Dumarcet, aquesta història sembla més que improbable i un testimoni deixat pel republicà Charruau no esmenta tal defecte en les fortificacions.
Per a Lionel Dumarcet, la derrota dels republicans és atribuïble a la manca de munició. Prat, ferit mentre lluitava darrere dels atrinxeraments, jutja la lluita per perduda i dona l'ordre de retirar-se. Va ser un dels últims a abandonar el campament, però va ser colpejat per una bala just quan posava el peu a l'estrep.
Els supervivents es van retirar a Machecoul i Saint-Christophe-du-Ligneron, on van instar el comandant del fort a venir en ajuda dels darrers defensors, cosa que aquests van rebutjar, preferint romandre a la defensiva. Després de la seva victòria, Charette va cremar el camp, després va tornar a Belleville-sur-Vie.

## Pèrdues
Segons els autors reialistes Le Bouvier-Desmortiers i René Bittard des Portes, no menys de 1.200 republicans van ser assassinats en l'atac al camp de Fréligné. Aquesta valoració la fa Simone Loidreau. No obstant això, aquesta xifra és certament molt exagerada per a l'historiador Lionel Dumarcet, que en canvi fa un peatge de 500 republicans que es van quedar al camp de batalla. Entre els morts hi havia el cap de brigada Prat, el seu segon al comandament, el tinent coronel Mermet, de l'11è batalló d'Orleans, i el fill d'aquest, de 14 anys, entre els morts. La companyia de granaders del 39è regiment només tenia vuit supervivents. Entre els cossos es van trobar entre 15, i 19 dones.

Segons Lionel Dumarcet:
| « | "Si aquesta derrota no va traumatitzar l'estat major republicà, les autoritats locals van oscil·lar entre la bona calma i l'alarma més escandalós. Les declaracions, tranquil·litzadores per als municipis, esdevenen declamatòries per a les autoritats superiors". | » |

 Així, una carta de data 30 de Fructidor adreçada als representants en missió indica que 
| « | «durant el dia d'ahir […] dels vuit-cents homes que la componien amb prou feines s'escapava la meitat de la fúria dels bandolers» | » |

 Una altra carta, datada el mateix dia i adreçada al municipi de Beauvoir-sur-Mer, afirma que
| « | "el mal no és tan gran com diu la gent. Aproximadament 150 homes els van tallar la gola" | » |

Les baixes també van ser fortes per part dels Vendéans. A les seves memòries [nota, 2], el cap de la Vendée Pierre-Suzanne Lucas de La Championnière escriu: Aquesta victòria ens ha costat molt cara. Els nostres millors oficials hi van ser ferits i molts bons soldats van perdre la vida Bouvier-Desmortiers informa de 400 ferits però no indica el nombre de morts. René Bittard des Portes suma 400 morts i 800 ferits. Per a l'historiador Lionel Dumarcet, les pèrdues reialistes es poden estimar en 350 morts. Per part dels oficials, van morir Chevigné de L'Ecorse, de la divisió Vieillevigne, i Saint-Sauveur, de la divisió de Poiré; Delaunay, Pierre Rezeau i Louis Guérin estan lesionats.

## Conseqüències
Després de la presa del camp de Fréligné, el camp de Saint-Christophe-du-Ligneron fou evacuat. El general Boussard va concentrar totes les seves forces a Challans.